# رصدخانه زمین ناسا

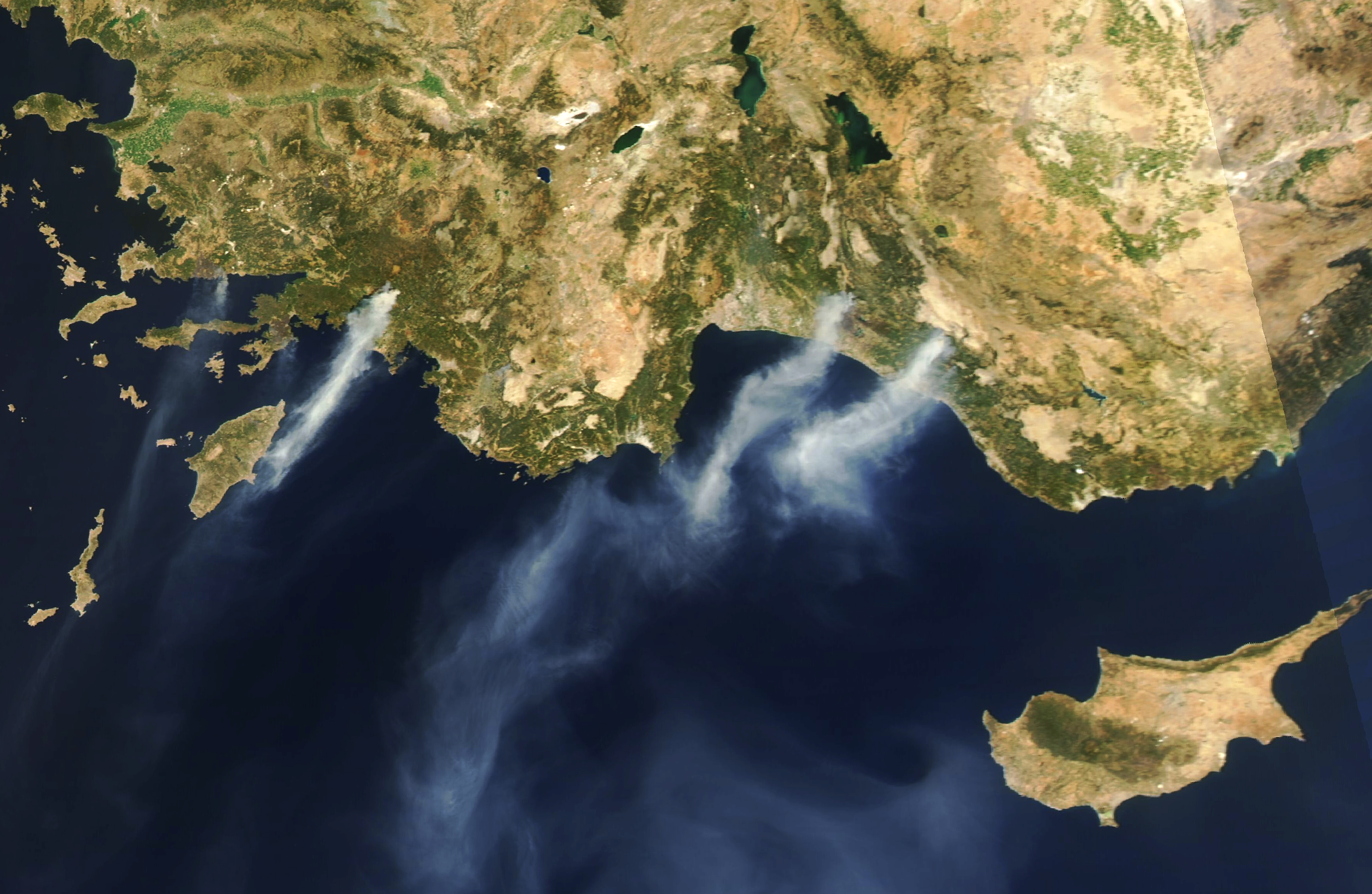
تصاویر ماهواره ای

رصدخانه زمین ناسا (به انگلیسی: NASA Earth Observatory) یک درگاه انتشاراتی آنلاین متعلق به ناسا است که در سال ۱۹۹۹ میلادی بنیان‌گذاشته شد. این نشریه آنلاین، از منابع مهم تصاویر ماهواره‌ای و دیگر اطلاعات علمی در زمینه آب و هوا ، اقلیم‌شناسی و محیط زیست است. این وبگاه انتشاراتی، توسط ناسا جهت استفاده همگانی فراهم شده است و بودجه آن از طریق کنگره آمریکا تأمین می‌شود، و بخشی است از پروژه‌های علمی مرکز پروازهای فضایی گودارد.
این نشریه آنلاین از سال ۲۰۰۶ تا کنون سه بار برنده جایزه وبی شده‌است.